# Aleiodes aranamai
Aleiodes aranamai – gatunek błonkówki z rodziny męczelkowatych.

## Taksonomia
Gatunek został opisany w roku 2009 przez Josepha C. Fortiera. Holotyp (samica) został odłowiony w Hrabstwie Cameron w stanie Teksas 3.08.1928 przez R. H. Beamera. Epitet gatunkowy nadano na cześć plemienia Aranama, które do 1843 roku zamieszkiwało tereny gdzie odkryto ten gatunek.

## Zasięg występowania
Znany tylko z typowej lokalizacji w Hrabstwie Cameron w stanie Teksas w USA.

## Budowa ciała
Samica
Około 4,7 - 5 mm długości i 3,5 - 3,6 mm rozpiętości przednich skrzydeł. Przyoczka duże, odległość bocznego przyoczka od oka wynosi połowię 9bądź nieco więcej) jego średnicy. Pole malarne krótkie, jego długość wynosi mniej więcej tyle ile szerokości podstawy żuwaczek bądź nieco więcej, i jest nieco mniejsza niż połowa średnicy oka. Nadustek nieco wydęty. Wgłębienie gębowe małe, okrągłe, o średnicy równej wysokości nadustka i mniej więcej równej szerokości podstawy żuwaczek. Żeberko potyliczne niekompletne na ciemieniu, styka się z żeberkiem hypostomalnym. Twarz skórzasta. Biczyk czułka złożony z 39 segmentów, pierwsze 15 w dwóch trzecich o długości wyraźnie większej niż szerokości, w jednej trzeciej o takiej samej długości i szerokości. Przedtułów poprzecznie podzielony przez ornamentowaną bruzdę po bokach;jest on bruzdkowany bądź podłużnie bruzdkowany po bokach od strony brzusznej(ewentualnie skórzasty), reszta jest gładka i świecąca. tarcza śródplecza skórzasta; notaulix słabo bruzdkowane z pofalowanymi bocznymi brzegami. Mezopleuron skórzasty z podłużnie bruzdkowanym obszarem poniżej bruzdy podksrzydłowej, bruzda przedbiodrowa rozległa, lekko żeberkowana. Pozatułów płytko bruzdkowany, pokryty długą, białą szczecinką, żeberko środkowe kompletne. Cała górna część metasomy drobno bruzdkowana i żeberkowana, czwarty tergit słabo wygrzbiecony, pokrywa wszystkie pozostałe. Górna część biodra Biodra wyrzeźbiona w rozmaity sposób - grudkowana, bruzdkowana bądź punktowana. Pazurki stóp o długości większej nuż połowa szerokości końca ostatniego tarsomeru. W przednim skrzydle żyłka r ma długość 0,6 - 0,7 żyłki 3RSa, żyłka 1CUa krótka, o długości 0,2 żyłki 1CUb. W tylnym skrzydle żyłka RS lekko falista, żyłka 1r-m ma 0,6 długości żyłki 1M, zaś 1M 0,6 - 0,75 długości żyłki M+CU. Żyłka m-cu niepigmentowana  o długości 0,5 -0,6 żyłki 1r-m.
Głowa, mezosoma i metasoma pomarańczowe z wyjątkiem częściowo czarnej przestrzeni między przyoczkami. Czułki pomarańczowe w 1/5 - 1/2 od podstawy dalej stają się brązowe. Nogi pomarańczowe z wyjątkiem, zazwyczaj, czarnych  końcowych tarsomerów. Pterostygma żółta bazalnie i brązowa apikalnie. Żyłki w przednim skrzydle miodowo-żółte bazalnie i brązowe apikalnie, na tylnych jednolicie bladożółte z wyjątkiem niepigmentowanej żyłki m-cu.
Morfologia samca nieznana.

## Biologia i ekologia
Biologia tego gatunku jest nieznana.